# ウガンダの音楽
ウガンダの音楽（ウガンダのおんがく、英: music of Uganda）はウガンダで慕われている音楽。
現在、音楽とエンターテイメントに関する限り、アフリカで第3位にランクされている。

## 解説
ウガンダには65を超えるさまざまな民族グループや部族が住んでおり、それらはすべての先住民族の音楽の基礎を形成しているが、この国で最も音楽的に活気のある民族であるバガンダは、過去2世紀にわたってウガンダの文化と音楽を構成するものを定義している。
伝統音楽から生まれたポピュラー音楽の最初の形式は、伝統的なキガンダ音楽から生まれた「カドンゴ・カム」スタイルの音楽であった。 80年代から90年代初頭にかけて、カドンゴ・カムは、ピーターソン・ムテビ、ダン・ムグラ、セバドゥカ・トファ、フレッド・ソンコ、リヴィングストン・カソジ、フレッド・マサガジ、バリギッド、アブマン・ムクング、ジェラルド・ムカサ、サウダ・ナカカワ、マティア・ルイマ、ハーマン・バスッデとパウロ・カフェーロ などのミュージシャンに影響を受け、ウガンダで最も影響力のある音楽スタイルになっている。 80年代後半、故フィリー・ルタアヤは「ボーン・イン・アフリカ」というアルバムをリリースし、後に流行した。ルタアヤは、8曲からなる「Merry Christmas」もリリースした。このアルバムは今でも人気があり、フィリー・ルタアヤのすべての曲は現在、ウガンダの音楽愛好家の間でアンセムとなっている。
1990年代初頭、ラスタ・ロブ、キッド・フォックス、ラス・カーン、メッセ、シャンクス・ビビッド、マントン・サマー、ラガ・ディー、ベベ・クール、ホセ・カメレオーネ、ボビ・ワイン、スティーブ・ジーンによって形成された、地元ではキダンダリと呼ばれる新しいジャンルのアフロ・ラガが形成された。1997年、エンペラー・オーランドとメントン・サマーは、彼らの「シリカヲ・ベイビー」の歌が全国的なヒットとなったことでウガンダの音楽を代表するミュージシャンとなった。
1998年、レッド・バントンはアルバム『Noonya Money』で名声を博した。彼は、アーティスト・ビザで英国に旅行した最初のウガンダ人アーティストになった。
ほとんどのアフリカ諸国と同様に、グローバリゼーションの影響を受けることでウガンダは現代的なオーディオ制作が可能になった。これにより、ダンスホールやヒップホップなどの西洋音楽スタイルが採用されるようになった。
ウガンダで有名なDJであるエリコムは、ウガンダ人として初めてYouTubeチャンネルを所有し、ウガンダの音楽をオンラインでデジタル配信した最初の2人のウガンダ人である。DJエリコムは、インターネットを利用してウガンダの音楽とウガンダのアーティストを宣伝した。これにより、ウガンダの音楽が世界的に知られるようになった。
多くのパフォーミング・アーティストがウガンダ・パフォーミング・ライツ・ソサエティに参加しており、著作権管理者としての役割を通じて、ウガンダ・アーティストの音楽と利益をさらに改善している。

## ウガンダのさまざまな地域の伝統音楽
ウガンダは 4 つの地域に分かれている。中央、北、東、西。 各地域には、部族や民族ごとに異なる伝統音楽がある。
ウガンダの国籍は多様で、全国に均等に広がっている。ほとんどのアフリカ地域と同様に、ウガンダのネイティブ音楽は主に機能的である。これは、ほとんどの音楽と音楽活動が、通常、結婚、入会、王室の祭り、収穫、戦争などの特定の祝祭に関連する特定の機能を持っていることを意味する。音楽は、さまざまな伝統楽器、民謡、伝統舞踊を上手に演奏する熟練した部族の男性と女性によって演奏される。

### 中央
バガンダは中央地域のブガンダにある。彼らは国内最大のネイティブ国籍である。 王国はカバカと呼ばれる王によって統治されている。カバカは伝統的にブガンダの音楽の主なパトロンであった。楽器にはさまざまな形のドラムが含まれており、パーカッションは音楽の不可欠な部分になっている。
重厚で神聖な王室の太鼓は、数ある太鼓の種類の1つにすぎない。エンガラビもまた一般的な太鼓で、長い丸い形をした太鼓である。 太鼓は、エナンガハープやエントンゴリリラなどのコードフォン、ラメロフォン、エアロフォン、イディオフォン、カディンディと呼ばれる地元で作られたフィドルなど、さまざまな旋律楽器と調和して使用される。
音楽は共同体で踊るために演奏される。19世紀以降のバントゥーでは、コールアンドレスポンススタイルの歌唱が一般的である。 バガンダには、精巧な楽器に合わせてさまざまな活気に満ちたダンスがある。バキシンバダンスは最も一般的で、最も多く行われている。他にナンカサ、 アマ グンジュなどもある。アマググンジュは、カバカのために宮殿で開発された独自のダンスである。
ウガンダ北部、特にアチョリには、80 年代後半にオジャラ・エディという強力なボーカリストがいた。

### 東部
東部地域を他の地域と差別化するため。この地域には、バグワレ、バソガ、バンヨリ、バギス、ジョパドラ、イテソ、サビン、バサミャといういくつかの部族があり、各部族にはその種類の音楽がありる。90年代、これらの部族は独自の楽器を使って音楽を制作していた。たとえば、バグウェレにはコンゴという楽器があり、バソガにはシロフォン (mbeire) があり、ジョパドーラとバニョリにはファンボがあり、イテソにはアドゥングと、どの部族が歌っていたかによる構成が違う音楽が存在した。 20世紀には、多くの部族が現代的な制作に適応しようとしたが、それでも部族ごとに母国語で歌を作っている。バグワレにはワイサナ、ベネネゴ、ラッパー・スカイ・ディー、エリアB、ワイケレ、ブルーズマンなど、バギスにはサン・シー、ベン、ナッティ・ネイザンなど、
バソガにはクレイジーMC、レイチェル・マゴラ、マロなど、いくつかの部族のアーティストがたくさんいる。これらの部族のほとんどには、文化と音楽全般の振興に貢献した王がいる。バグウェレの王はイクバニアと呼ばれ、バギスの王はオムクカと呼ばれ、バソガの王はチャバジンガと呼ばれ、イテソの王はエモリモリと呼ばれる。最後に、東部地域にはいくつかの地区がある。

### 西部
才能は、シスター・チャリティー、チャンス・カヒンド、ラスタ・チャーズの時代から、レイ・G、ジョロー、アラン・トニックス、セヨ、Tブロウ、エミリー・キカジ、マズ・ジョー、T・ポール、レイチェル・T、マット・ヘンリー、C.J.チャンピオンからペニーまで成長してきた。パトラ、アマニ・アマニガ、キャロル・ケイ、プリティ・イマック、その他の新人がブロックに参加。 レイ・G&スパイス・ダイアナの「Omusheshe」の1曲の成功の後、ランヤンコレはウガンダの主要な地域で受け入れられた。中央のアーティストもウガンダ西部のアーティストとチームを組んで、T・ブロウの「True man hood」オールスターズ、ホセ・カメレオンのゲン・ジーオンの「Tikikushemerire」、レイ・Gの「Yeele」ジオスティディ、ニンククンダ「Ray G ft Voltage music」などの曲でチームを組んでいる。「ムバララ・ボーイ」マック・カチェシュ ft ジョン・ブラク、「エレベイト」レイチェル・T ft コリフィックス、「サガラ」T ポール ft コサイン。これらも業界を全国レベルに押し上げた。
DJアルベルト43、DJマッツ、DJスカイ、リディム・セレクター、スターセントDJ、ジャーライブ、DJ エマ、DJ ブリストル、そしてディージェイズ・ストリート・ディージェイズ、マッシブ・エフェクト・ディージェイズなどのディージェイ・レーベルの登場を見たディージェイ業界は、数少ない中に43人のエフェクトディージェイが成長している。
音楽プロモーターの影響。 Alpha Promotions、Bantu Hits、 Karen Promotions、D3 Promotions、Lala Promotions、Patra Promotions、JKG Promotions、MOK Alozius Promotions、Dely Derick、Mc Katala、Mr などの個人を含むオンラインおよびオフラインからvybsは多くの中で生きている。ラジオとテレビもタレントをサポートしている。地域の最初のラジオ「Voice of Tooro」からRadio West、、Voice of Kigezi から Endigyito、Voice of Kamwenge、Kasese Guide Radio  、Rwenzori FM、BFM、Hits FM、および Crooze のような都市ラジオのラジオの開発FM、Boona FM、K Town Radio、Ngabu FM、Street Deejays Radio (オンライン ラジオ) は、ウガンダ西部の音楽が急速に成長するのを見てきた。TV Westの登場以降、テレビの発展は遅れており、Bunyoro TV もウガンダ西部の音楽を発展させてきた。2局のTV局は、ビジュアルでビデオを再生し、世間の注目を集めることで、アーティストにプラットフォームを提供した。ラジオやテレビを通じて、Mc Kacheche、Kunana MC、Lithan MC、Mr Jay などが登場するのを見た。 Kacheche の登場は、ウガンダ西部の音楽が中心部に受け入れられた理由の1つである。音楽イベント、特にムバララ、ルクンギリ、カバレ、フォート・ポータル、イシャカ、カセセ、カムウェンジのバーでの成長は、スターティング・アーティストの活躍の場となっている。

## ポピュラー音楽
ウガンダの激動の政治史のため、1980年代後半に比較的平和が回復するまで、ポップ・ミュージック産業が繁栄するのに十分な時間はなかった。それまでに、フィリー・ルターヤ、アフリゴ・バンド、エリー・ワマラなどのミュージシャンは、主流の音楽で成功した数少ないウガンダのアクトであった。ジミー・カトゥンバと彼の音楽グループ、エボニーズも当時、特に1990年代にかけて人気があった。
キャロル・ナキメラ、ケジア・ナンビ、フレッド・マイソ、カズ・バンド、ラスタ・ロブ、マントン・サマーなどのミュージシャンは、1990年から1997年にかけてウガンダの音楽のトップに立った。 Livingstone Kasozi、Herman Basudde、Paulo Kafeeroなどのアーティストも、ライブ音楽をファンに近づける上で大きな役割を果たした。
ポピュラー音楽のプロモーターで伝説的なDJエリコムによると、1998年にウガンダは音楽的に最大の変化を経験した。 Noonya Moneyのヒット曲で全国的に有名になったミュージシャンのレッドバントン(5つ星のジェネラル) に感謝している。レッド・バントンは、ホセ・カメレオーネがウガンダと東アフリカ全体の国歌になった「ママ・ミア」の歌でケニアから戻った2000年まで、ウガンダの音楽シーンを支配していた。
1990年代、シャンクス・ヴィヴィ・ディー、ラガ・ディーなどのアーティストがシャバ・ランクスのようなジャマイカのスーパースターの影響を受けたときに、ウガンダとジャマイカの音楽との関係が始まった。彼らはラガ音楽文化をウガンダに輸入し、当時の他のアフリカの音楽スタイルやミュージシャン、特にコンゴのスークスや南アフリカのクワイトとの厳しい競争に直面していたが、ポップミュージック産業の基盤を形成した。しかし、ポップ・ミュージック・シーンが本格的に始まったのは、カメレオーネのようなミュージシャンが登場した21世紀になってからである。
2007年頃までに、さまざまなスタイルの音楽を練習する多くのミュージシャンが登場し、西洋およびコンゴ/南アフリカ音楽の役割は大幅に減少した。今日、 Iryn NamubiruやKing Sahaなどのミュージシャンは、活気に満ちたポップ・ミュージック・シーンの多くのポップ・ミュージシャンのほんの一部である。 Radio & Weaselのポップミュージック・デュオ、 Goodlyfe Crewは、アフリカではよく知られており、2010年にはコンチネンタルMTV・ベース・アワード、2013年にはBETアワードにノミネートされている。 2015年6月、 Eddy Kenzoは2015、BET・ミュージック・アワードで「ベスト・ニュー・インターナショナル・アーティスト」賞を受賞した。

### カドンゴ・カム
「カドンゴ・カム」という言葉は、ルガンダ語で「1本のギター」を意味する用語です。ほとんどの場合、音楽の作成に使用されるソロ楽器であるベースギターが果たす役割のために、音楽にこの名前が付けられている。おそらくこのジャンルで最初に有名なアーティストは、1960年代のフレッド・マサガジだと言える。 
故エリー・ワマラは、都会的なカドンゴ・カム・スタイルの作成に大きく貢献した。クリストファー・セバドゥカはこのジャンルを広めた。おそらくこれが、彼がカドンゴ・カムのゴッドファーザーであると多くの人に考えられている理由である。エリー・ワマラは、Christopher Sebadduka のような非エリートによってもインストルメント化されたため、このジャンルを放棄した。彼の教育的な歌唱は多くのファンを獲得し、1962年にウガンダの独立に関わった数少ないミュージシャンの1人である。彼らに続いて、音楽のスタイルとサウンドに忠実な多くのミュージシャンが続いた。 
Herman Basuddeは、1980年代と1990年代に非常に人気のあるカドンゴ・カム ミュージシャンでした。バーナード・カバンダもそうだった。ダン・ムグラは、このジャンルの数少ない生き残ったパイオニアの1人である。Fred SebattaとPaulo Kafeeroは1990年代に名を馳せた。今日、このジャンルは、より新しいスタイルの音楽を支持して取り残されている。しかし、この音楽はブガンダ地域の文化支持者に愛されているため、カドンゴ カムの聴衆が常に存在することは確実である。 

### 1990 年以来のウガンダのトップ 50 ソング
ウガンダには、1曲か2曲の大曲でトップに立つアーティストが多く存在する。ウガンダで人気のベテランDJの1人であり、この世代のデジタル・ミュージック・プロモーターである DJエリコムによると、国境を越えてチャートを突破したウガンダの最大の曲を以下に示す。これらの曲はいつ聴いても新鮮に聞こえる。
Born In Africa By Philly Lutaaya
Land of Anaka By Geoffrey Oryema
Bus Dunia By Herman Basudde
Sirikawo Baby By Menton Summer & Emperor Orlando
Wipolo By Pastor George Okudi
Noonya Money By Red Banton
Mama Mia By Jose Chameleone
Mbawe By Ragga Dee
Tindatine By Lady Mariam
Kapapaala By David Lutalo
Bamidomo Midomo By Da Twinz
Mu Ggulu Teriyo Mwenge By Menton Kronno & Gen Mega Dee
Mic Ya Ziggy Dee
Badda By Bobi Wine
Jamila By Jose Chameleone
Ani Akumanyi By Grace & Gatimo
Swimming Pool By Abdu Mulaasi
Angela By Sizza Man
Dippo Nazigala By Paulo Kafeero
Nakudata By Radio & Weasel
Ekinaigeria By Harriet Kisaakye
Siggwe Ansimira By Mesach Semakula
Mwana Muwala Nga Walaba By Mega Dee
Stamina By Eddy Kenzo
Wendi By Bobi Wine
Kasepiki By Bebe Cool
Nabikoowa By Juliana Kanyomozi
Mbakwekule By Sheebah
Ndigida By Ragga Dee
Champion By AK47
Maria Roza By Eddy Kenzo
Ginkeese By Qute Kaye
Oli Wange By Rema
Tuli Kubunkenke By Ronald Mayinja
Mazongoto By Dr Hilderman
Bread & Butter By Radio & Weasel
Jangu By Obsessions
Nakatudde By Madox Semanda Ssematimba
Maama Brenda By Sweet Kid
Neera Neera By Mowzey Radio
Omusono Gwa Mungu Abdu Mulaasi
Obangaina By Racheal Magoola
Juicy By Radio & Weasel
Manzi Wa Nani By Clever J
Sikulimba By Afrigo Band
Nkumira Omukwano By Aziz Azion
Omusheshe By Chance Nalubega
Bbaala By Daxx Kartel
Ekimbeewo By Halimah Namakula
Basiima Ogenze By Jose Chameleone
Ddole Yomwana By Fred Sebatta
Sweet Wange By Phoebe Nassolo
Kyarenga By Bobi Wine
Beera Nange By Judith Babirye
Kani By Pastor Wilson Bugembe
Amasso By Pallaso, Radio & Weasel
Walumbe Remix By Gravity Omutujju
Muliranwa By King Saha
Sitya Loss By Eddy Kenzo
Ngenda Kusiba Farm By Abdu Mulaasi
Badilisha By Jose Chameleone
Bogolako By Bebe Cool
Maama Mbire By Bobi Wine & Juliana
Mbiro Mbiro By Eddy Kenzo

### キダンダリ
キダンダリは、間違いなく現在ウガンダで最も人気のある音楽ジャンルである。ただし、「キダンダリ」という用語は、このジャンルの名前として普遍的に合意されているわけではなく、非常に単純化された「バンド・ミュージック」という用語を代わりに使用することを好む地元の情報源もあれば、アフロビートという用語を好む人もいる。 .このジャンルのルーツは、1962年にウガンダが独立した後に発生したバンドにまでさかのぼることができる。
後にアフリゴ・バンドを生んだクレインズ・バンドは、このジャンルの進化過程における最初のグループと見なすことができる。当初、彼らの音楽はスークースの影響を強く受けており、フランコのようなコンゴのアーティストは当時注目すべき影響を受けていた。また、ジャズの影響も大きかった。途中、ルウェンゾリ・バンド、ビッグ・ファイブ・バンド、シンバ・ンゴマ・バンドなどのバンドが参加した。しかし、特に1970年代から1990年代にかけての政情不安の間は、アフリゴ バンドが最も有名で、最も永続的なバンドであった。
1990年代半ばまでに、アフリゴ・バンドは依然としてスークース音楽の影響を強く受けており、それまでにアフリカ大陸全体を支配していました。Joanita KawalyaやRachael Magoolaなどのアーティストはアフリゴ・バンドの一員であり、カーズ・バンドなどの他のバンドとともに、現代のキダンダリの基礎を築くのに役立った。しかし、転機は、メサック・セマクラ、ジェフリー・ルタアヤ、ロナルド・マイインジャ、ハルナ・ムビルなどのアーティストのプロデュースを担当したレコード・レーベル、イーグルス・プロダクションの設立とともに訪れた。これらのアーティストはアフリゴ・バンドからマントルを取り、20 世紀の変わり目にこのジャンルをさらに発展させた。
2000年代、このジャンルはイーグルス・プロダクション・レーベルと同一視されるようになった。レーベルはより多くの才能を生み出し続け、特にロナルド・マイニャ、ジェフリー・ルタアヤ、メサック・セマクラ、ロイ・カパレ、マリアム・ンダギレ、フィオナ・ムカサ、マリアム・ムリンデ、クイーン・フローレンス、故ハリエット・キサキエ・キャシー・クサシラ、アイリーン・ナマトヴ、ステシア・マヤンジャなどの女性アーティストを生み出した。もう1つのターニング ポイントは、2008年にデヴィッド・ルタロがヒット曲Kapapaalaで突破口を開いたときであった。アーバン・バンドのジャンルは、Eagles Production、Diamond Production、Kads Band、Backeys Band、Kats Production によって長い間支配されていたジャンルを超えて移動する道を作りました。 ホーミーズなども含めて。
2003年、ウガンダはブロックで新人のアブドゥ・ムラーシの誕生を目撃した。彼のメガ・カントリー・ワイド・ヒット「Omusono Gwa Mungu」で、アブドゥ・ムラーシは有名になり、国内のトップ アーティストの一人になった。アブドゥ・ムラーシは次のようなヒット曲をリリースした: Swimming Pool、Njagal Ebbere、Ekyaapa、Obuffumbo Bwa Liizi、Ngenda Kusiba Farm、Omuchainaなど。Enkulu Tenywaは、アブドゥ・ムラーシをトップに押し上げたもう1つの大きな曲である。 2010年末までに、アブドゥ・ムラーシはカドンゴカムのサウンドを変更し、アーバン・カドンゴカムを導入した。
ウガンダの伝説的なディージェイの1人であるDJエリコムは、カドンカムの音楽をウガンダ国内外のバーやハプニング・プレイスで演奏、宣伝、普及させた最初のディージェイである。
ほぼ同時期に、オーディオ制作の技術により、オーディオ・ワークステーションを使用してこのジャンルをデジタルで再現できるようになり、「バンド」要素はほとんど姿を消した。 Kann、Dream Studios、Mozart、Paddymanなどのレコーディング・スタジオが注目を集めた。他の多くの独立したソロ・アーティストがこのジャンルを実践し始めた。Dr Tee、Martin Angume、さらにはChameleoneなどのアーティストがこのジャンルで成功を収めた。このジャンルは現在、その進化のピークにあり、 Papa CidyやChris Evans などの新しいアーティストが、ダンスホールと並んでウガンダで最も人気のあるスタイルのジャンルである支配的な力を生み出す手助けをしている。

### ダンスホール
ウガンダのダンスホール音楽は、ジャマイカのダンスホールをモデルにしている。ウガンダのポップ・ミュージック業界で最も影響力のある音楽スタイルの1つである。音楽のスタイルはジャマイカのスタイルと非常に似ているため、すべての輸入ジャンルと同様に、唯一の大きな違いは使用される言語である。ほとんどのダンスホール・アーティストは現地語 (この場合はルガンダ語) で演奏するが、彼らの多くは時々ジャマイカのパトワを真似ようとしている。ウガンダのポップ産業が形成され始めたばかりの1990年代前半から半ばにかけて、ウガンダのアーティストに印象を与えた最初の国際音楽は、当時のジャマイカのラガマフィン音楽であった。シャバ・ランクスやブジュ・バントンなどのアーティストは、シャンクス・ビビD、ラガ・ディー、マントン・クロノ、ラスタ・ロブなどのウガンダ人アーティストにインスピレーションを与えた。これらのアーティストが使用した主なビートは、シャバ・ランクスによって作成されたDem Bowビートであった。このビートは、レゲトンと同様に、ウガンダのダンスホール全体の基盤となった。 1990年代後半には、メガ・ディーやエンペラー・オーランドなどの新しいアーティストがこの競争に加わった。 
世紀の変わり目までに、ダンスホール、または一般的に呼ばれているように、ラガはすでに最も人気のある音楽ジャンルであった。カメレオン、ベベ・クール、ボビ・ワインなどの新しいアーティストがシーンに加わり、シーンを強化した。しかし、彼らが見つけた音楽の品質とサウンドに目立った改善は見られなかった。非常に単純化され、Dem Bowに大きく依存したままだったからである。それ以来、音楽の質は利用可能な生産の質に見合ったものになった。カメレオーネは、このラガサウンドをSoukousやKadongo Kamuなどの他のジャンルと融合させようとした最初のダンスホール・アーティストであった。2006年頃までに、さまざまなミュージシャンがこのジャンルを練習していたが、スタイルやサウンドはあまり進歩していなかった. 
この時までに、ジャマイカのダンスホールは、単純なリディムでのチャットに基づいた耳障りな「ラガ」サウンドからすでに急激な転換を遂げており、 Vybz KartelやBusy Signalのようなダンスホールディージェイの新しい波があり、より高度なリディムでディージェイを行っていた。 Dr.Hildermanのようなアーティストは、Double bed Mazongotoという新しい言葉でシーンに登場し、成長を続けている。Rabadaba、Sizza、Fidempaなどの新しいウガンダのアーティストが、よりモダンなバージョンのダンスホールを作成するのを目にするようになったのはごく最近のことである。ウガンダのダンスホール・アーティストは業界から大きな利益を得ており、その多くは忙しく贅沢な生活を送っている。

### ヒップホップ/R&B
ウガンダのヒップホップ音楽は、アメリカのヒップホップをモデルにしている。ウガンダのヒップホップとアメリカのヒップホップのスタイルには大きな違いはない。デジタル革命のおかげで、ウガンダでは最新の生産技術にアクセスできるため、現在の地元の生産者が作成している「ビート」は高品質であり、アメリカのものから大きく衰えることはない。 2つのジャンルの根本的な違いは、ウガンダでは、ほとんどのアフリカ諸国と同様に、ほとんどのアーティストが現地の言語でラップすることである。ウガンダの場合、言語はルガンダ語である。これにより、ウガンダのラップミュージックをさらに定義する同義語「Lugaflow」が作成された。 
ヒップホップは、ウガンダで広く実践されている新しいジャンルの1つである。 l Klear KutとBataka Squadの2つの音楽グループは、1990年代後半にヒップホップを始めた最初の音楽グループである。それまでに、音楽ジャンルの主流の受け入れはほとんど存在しなかった。しかし、前述のグループの多くのメンバー、特にナビオ (ラッパー)とババルクはこのジャンルに固執した。Sylvester&Abramzのような他の人々も、社会意識の高いテーマやトピックに焦点を当てて、ラップ ミュージックを作成し続けた。 
ロッキー ジャイアントは、メインストリームに最初に受け入れられたラッパーの1人であった。しかし、このジャンルが本格的に勢いを増したのは2008年頃にGNLがブレイクするまでの事であった。 GNLはヒップホップをより受け入れやすくアクセスしやすいものにし、多くの "lugaflow" ラッパーが出現し始めた。それ以来、かなりの数のラッパーが音楽業界やラジオ・サーキットで相対的な成功を収めており、シーンでは活発な活動が行われてきた。 Jay-Pやkekoなどのミュージシャンは、 MTVなどの国際的なプラットフォームで音楽を特集することで、より幅広い聴衆にアピールする新種のウガンダ・ヒップホップ・アクトの1つである。
ヒップホップと同様に、ウガンダのR&BはアメリカのR&Bをモデルにしている。ウガンダのR&Bにはあまり歴史がなく、20世紀の変わり目にこのジャンルを実践した最初のアーティストはスティーブ・ジーンである。しかし、How Do You LoveやSinoritaなどの曲で2002年頃にトレンドを本格的に始めたのはマイケル・ロスであった。多くのミュージシャンがこのスタイルを取り入れ始めたのは2008年頃になってからで、マイコ・クリスと Bベイビー・ジョーをはじめとするディアスポラのメンバーは称賛に値する。 Blu 3 とAziz Azionは著名な実践者でである。最近では、Nick Nola、Richy、Pallaso、Woodz、Yoyo などのアーティストがこのジャンルの魅力をさらに広げている。 

### ゴスペル
ウガンダの初期のゴスペル音楽は、主に教会の合唱団やバンドによって練習された賛美と崇拝の音楽をモデルにしていた。これは、地元でバロコレと呼ばれるペンテコステ/ボーン・アゲイン運動に特に当てはまった。
1990年代半ばのフィオナ・ムカサのようなアーティストは、賛美と崇拝の音楽を教会から路上に持ち出す責任が存在した。当時のスークース音楽の影響により、この初期のゴスペルはスークースサウンドを持っていた。リミット Xは、1990年代に人気を博した別のゴスペル・グループであったが、このグループは数年前の1970年代後半に結成された。 
世紀の変わり目直後、ゴスペルのスタイルはより多様になり、Sauti や First Love などのさまざまなグループが、リミット X によって作成された都会的なサウンドに加わった。ジョージ・オクディやムサーラ神父などの他のグループがラジオでヒットした。
しかし、ゴスペルが音楽業界に大きな影響を与え始めたのは、2007 年頃にジュディス・バビライがブレイクしたときであった。ムカサに似た音楽を持ったバビリエは瞬く間にヒットし、彼女の曲「ビーラ・ナンゲ」はリリースされた年に今年の曲の1つになった。 
彼女の後にウィルソン・ブゲンベが続き、彼の歌は全国的なヒットとなり、すべての人口統計を横断して聴衆にすぐに受け入れられた。
その後、2021年に「mbeera」がヒット曲となったLevixoneをはじめ、様々なジャンルの新人アーティストが参加した。

## クラシック音楽
ウガンダには音楽院モデルの音楽学校がいくつかあり、そのほとんどが首都カンパラにある。予算が少ないため設備は整っていないが、多くの人に適切な音楽トレーニングを提供している。現在、多くの若者や大人がクラシック音楽をより深く理解し、音楽の個人レッスンを受けたり、クラシック音楽のコンサートに参加したり、実際の演奏に参加したりする人が増えている。いくつかの西洋音楽教育は、宣教師の時代にさかのぼる。宣教師がウガンダに到着する前は、音楽教育が存在しなかったということではなく、宣教師によって導入されたものとは異なっていたということである。ウガンダのクラシック音楽は、少しずつ発展し、成長している。

## 音楽業界
ウガンダには活気に満ちた音楽産業があり、多くの人々の社会的および経済的生活において重要な役割を果たしている。ミュージシャンはウガンダの主な有名人であり、主流メディアのすべてのエンターテイメント・コンテンツは、ほとんどの場合、音楽またはミュージシャンに関するものである。ミュージシャンの私生活は、多くのウガンダ人によって密接に追跡されている。多くの場合、アルバムの発売と呼ばれる音楽コンサートは非常に人気がある。多くの企業がこれらの音楽コンサートのスポンサーに多額の費用を費やしており、コンサートの広告はラジオやテレビで非常に一般的である。
音楽コンサートに重点が置かれているのは、物理メディアでの音楽の販売から価値のある収入を得ている音楽アーティストがほとんどいないという事実から来ている。流通構造がまったくないということは、アーティストの育成や音楽販売への設備投資のインセンティブがほとんどまたはまったくないことを意味する。正規のレコード・レーベルは存在せず、レーベルと呼ばれるほとんどの会社は単なるアーティストのマネージメント会社である。これらの不備のために、ミュージシャンは音楽制作において収益性と持続可能性を見つけるために深刻な負担がかかっている。
音楽業界の組織化にも力を入れており、ウガンダ演奏権協会 (UPRS)、ブライアン・モレル・パブリケーションズ、ウガンダ・ミュージシャンズ・アソシエーションが代表的な例であり、 AFRIMAアワード、 PAMアワード、最近では HiPipo Music Awards などの多くの音楽賞組織と並んでいる。 これらの組織のいくつかは、十分に活用されておらずほとんど無視されている著作権法を利用して、音楽配信から収益を得ようとする試みが実を結んでいないことが証明されている。これらは、この国の音楽業界が直面している課題の一部であり、実際、世界中のほとんどの音楽業界が直面している課題と非常によく似ている。

## ウガンダ音楽のプロモーション
Jones, AM (1954) によると、伝統音楽は地方のコミュニティで人気があり続けており、ウガンダには現代のポピュラー音楽でも聞くことができる独特の楽器がたくさん存在する。Black Market Recordsのような最も有名なレコード・レーベルや、英国の や などは、ウガンダで地域音楽や伝統音楽の普及に取り組んできた。現在、上記の団体は地方でのフィールドレコーディングを専門に行っている。彼らの最初のプロジェクトは、ヒップホップのローカリゼーションを支援することを目的としていたが、最近では、スウェーデン国際開発協力庁 (SIDA) の支援を通じて能力構築作業 (オーディオ制作、著作権の知識) を促進している。いくつかの英国のレーベルは、あいまいだがクールな地元の音楽シーンを取り上げており、ウガンダの音楽のいくつかはこのニッチを埋め、国際市場への道を見つけることができる。これらのスタイルには、グルのララカラカ音楽や北東ムバレ地域のブクス音楽が含まれる。カドンゴ・カムと並んで、もう1つのネイティブ・ポピュラー音楽はキダンダリである。現代的な形では、レゲエやラガと融合している。 
ウガンダのポップ・ ミュージシャンは、ラジオやテレビを使って音楽を宣伝してきました。コンサートを開催したり、結婚式やその他の種類のパーティーなどのイベントで音楽を演奏したりする人もいる。インターネットの登場により、彼らはソーシャルメディアを使用して音楽を宣伝した。これらの道はまた、収入にも役立った。しかし、ほとんどのウガンダのミュージシャンはまだ音楽のデジタル配信を受け入れていない。コロナウィルス・パンデミックはウガンダに到達し、音楽のプロモーションと配信の方法に影響を与え、ミュージシャンがインターネットを使用して音楽をプロモーションおよび配信するようになった。 Desire Luzinda、Navio、 Iryn Namubiru、Bobi Wine、Gabriel K、 Jose Chameleoneなどのミュージシャンと、Bryan Morel Publications、プロモーター Musa  Ivan Jay音楽プロモーターなどのプロモーション管理者、およびFezahが変更された。コンサートを開催する方法と、会場に物理的に騒ぎ立てる代わりに、彼らはオンラインコンサートを開催し、ファンはパフォーマンスをライブストリーミングし、他の人はその後テレビで放送した。  